# Badmintonschläger

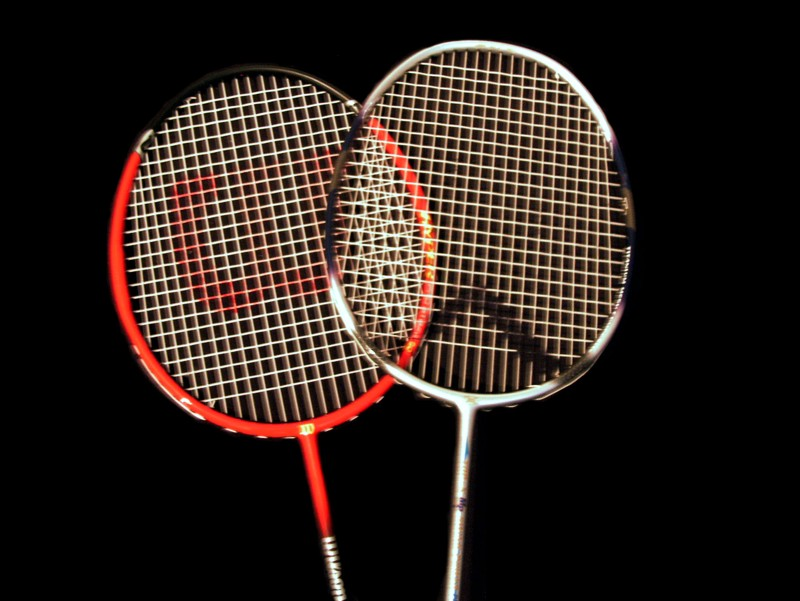
Schlägerköpfe zweier heutiger Badmintonschläger

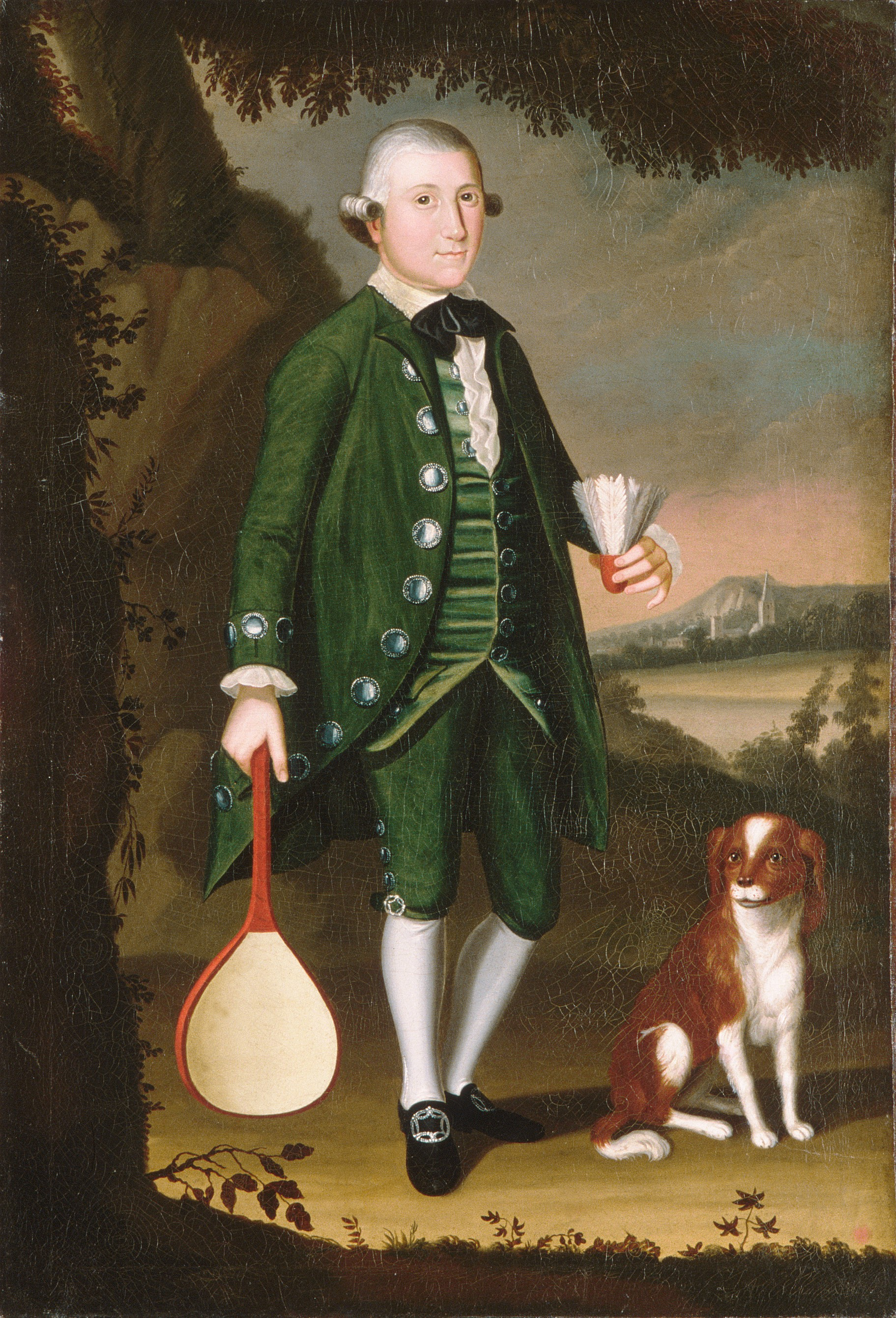
Badmintonschläger im 18. Jahrhundert

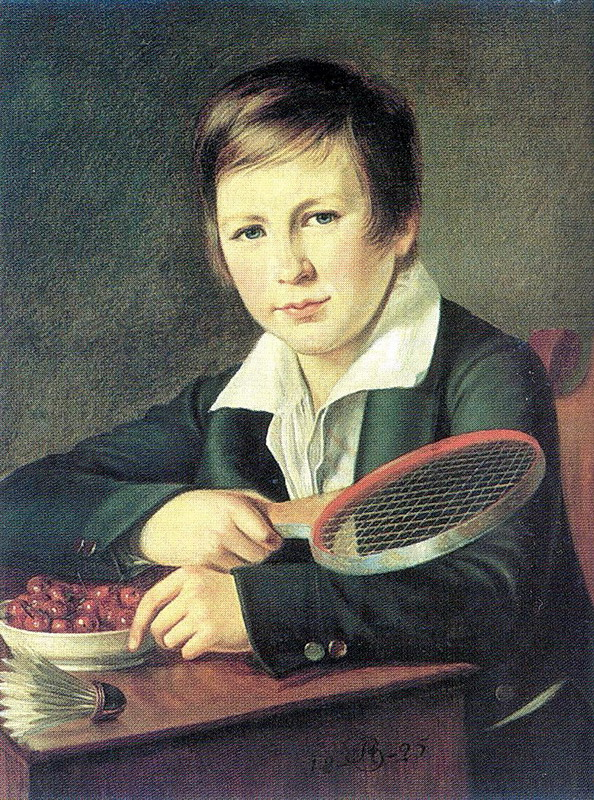
Badmintonschläger 1825

Ein Badmintonschläger ist das Sportgerät zum Schlagen des Federballs beim Badminton.

## Geschichtliche Entwicklung
Erste frühzeitliche Schläger für das Spielen von Urformen des später Badminton genannten Spiels bestanden komplett aus Holz. Später wurde der Schlägerkopf mit Leder bespannt. Im 16. Jahrhundert kannte man bei Tennisschlägern, welche eine enge Verwandtschaft zu Badmintonschlägern aufweisen, auch schon elastische Darmbesaitungen. Holzschläger mit Darmbesaitungen wurden auch Ende des 19. Jahrhunderts bei den ersten offiziellen Badmintonwettkämpfen verwendet. Diese Materialkombination fand bis nach dem Zweiten Weltkrieg Verwendung. Anfang der 1960er Jahre wurden erstmals Stahlschäfte eingesetzt, Ende der 1960er Jahre folgten Schlägerköpfe aus Aluminium sowie Modelle mit Schaft und Kopf komplett aus diesem Material, wobei Schaft und Kopf durch ein T-Stück miteinander verbunden waren. Derart aufgebaute Schläger wogen etwa 120 Gramm. Bei den heutigen Modellen sind Schaft und Schlägerkopf aus einem Stück gefertigt. Das Material ist Carbon mit einem bis zu 3 % hohen Anteil an Titan, Bor und/oder Kevlar, die sowohl die Festigkeit als auch das Gewicht beeinflussen. Das Gewicht der Topmodelle liegt zwischen 70 und 80 Gramm.

## Rahmen
Je steifer der Rahmen, desto präziser kann man mit dem Schläger spielen. Dabei ist aber gute Schlagtechnik erforderlich, da bei ungenauem Treffen des Balles Vibrationen entstehen, die durch den steifen Rahmen geleitet werden, und vor allem in Verbindung mit einer ungünstigen Schlagtechnik zum Tennisarm führen können.
Je flexibler der Rahmen, desto ungenauer ist der harte Schlag, aber desto armschonender ist der Schläger bei normalem Spiel. Ebenso ist es für Kinder, Frauen und Anfänger günstiger, einen flexibleren Rahmen zu wählen, da sonst die Schlagweite abnimmt. Fortgeschrittene Spieler haben mit Schlaghärte und -weite keine Probleme und wählen daher meist das präzisere, unflexiblere Gerät.
Zur Verbesserung des Griffs und weiterer Vermeidung von Schwingungsübertragung auf den Schlagarm wird in der Regel ein zusätzliches Griffband eingesetzt.

## Besaitung
Zur Bespannung bieten die Hersteller unterschiedliche Varianten an Saiten an. Im Anfängerbereich werden Schläger hauptsächlich mit einfachen, aber günstigen Kunststoffsaiten bespannt. Fortgeschrittene und Profis verwenden eher mehrfach geflochtene Kunststoffsaiten, die bessere Ballkontrolle und längere Haltbarkeit bieten. Selten sind auch noch Naturdarmsaiten anzutreffen. Je nach Spielertyp können Badmintonschläger unterschiedlich hart bespannt werden (Zugbelastung ca. 7–13 kg, bei professionellen Badmintonspielern bis zu 16,5 kg). Im Gegensatz zum Tennisschläger werden bei einem Badmintonschläger die Quersaiten üblicherweise um 0,5–1 kg härter bespannt als die Längssaiten.
Hierbei gilt auch wieder als Faustregel, dass schwächere Spieler zu einer weicheren Bespannung greifen sollten, um so den Trampolineffekt für eine höhere Schlaghärte und -weite zu nutzen. Fortgeschrittene Spieler wählen generell eine härtere Bespannung. Je härter die Bespannung, desto kleiner wird der Bereich, mit dem der Ball gut zurückgespielt werden kann (Sweet Spot), aber desto genauer kann der Ball platziert werden.

## Regelkunde
Die Maße eines Badmintonschlägers werden seit 1984 eindeutig in den offiziellen Spielregeln für den Badmintonsport vorgegeben. So darf der Schlägerrahmen 680 mm in der gesamten Länge und 230 mm in der gesamten Breite nicht überschreiten. Der Schläger muss frei sein von daran befestigten und vorspringenden Gegenständen. Ebenso muss er frei sein von jeder Vorrichtung, die es einem Spieler ermöglicht, die Schlägerform zu verändern. Die Besaitung des Schlägers muss eben und einheitlich sein und aus einem Muster von sich kreuzenden Saiten bestehen. Die Besaitung darf 280 mm in der gesamten Länge und 220 mm in der gesamten Breite nicht überschreiten. Die Besaitung darf jedoch bis in den Schlägerhals verlängert werden, vorausgesetzt, die zusätzliche Besaitung überschreitet nicht eine Breite von 35 mm und die Gesamtlänge der Besaitung überschreitet nicht 330 mm.

## Schlägertypen
Ein wichtiges Unterscheidungsmerkmal zwischen den Badminton-Schlägertypen ist die unterschiedliche Balance. So gibt es kopflastige, grifflastige und ausgewogene Badmintonschläger. Dies bedeutet, dass die Schlägertypen sich durch eine unterschiedliche Lage ihres Schwerpunktes unterscheiden.
Der Schwerpunkt eines Schlägers lässt sich beispielsweise bestimmen, indem man diesen auf einem ausgestreckten Finger balancieren lässt. Wenn der Schläger im Gleichgewicht ist, dann befindet sich der Schwerpunkt direkt über dem Finger.

### Kopflastige Schläger
Von einem kopflastigen Schläger spricht man, wenn der Schwerpunkt des Schlägers sich in der Nähe des Schlägerkopfes befindet. Kopflastige Schläger eignen sich vor allem für das Offensivspiel, beispielsweise bei Schmetterbällen, da der Schlägerkopf über mehr Masse und damit über eine höhere Durchschlagskraft verfügt. Dadurch erfährt der Ball eine hohe Beschleunigung, und es bleibt genügend Zeit für die Ausholbewegung beim Schlag.

### Grifflastige Schläger
Bei grifflastigen Schlägern befindet sich der Schlägerschwerpunkt nahe dem Griff. Diese Art von Badmintonschlägern wird eher für das Defensivspiel bevorzugt, weil deutlich schnellere Bewegungen des Schlägerkopfes möglich sind und grifflastige Schläger sich dadurch einfacher handhaben lassen als kopflastige.

### Ausgewogene Schläger
Ein ausgewogener Schläger vereint die Vorteile eines kopflastigen und eines grifflastigen Schlägers. Sein Schwerpunkt befindet sich in der Mitte des Schlägers. Ausgewogene Schläger gelten als universal verwendbar und sind deswegen besonders bei Anfängern beliebt.